# Кравцов, Григорий Михайлович
Григорий Михайлович Кравцов (14 марта 1922 года, село Старожиловка, ныне село Кравцово, Фёдоровский район, Костанайская область, Казахстан — 14 января 1945 года) — оперуполномоченный отдела контрразведки «Смерш» (69-й армии). Герой Советского Союза (1945).

## Биография
Григорий Михайлович Кравцов родился 14 марта 1922 года в селе Старожиловка, ныне село Кравцово Фёдоровского района Костанайской области Республики Казахстан в семье крестьянина.
После окончания семи классов работал в колхозе, а после окончания двухгодичной школы зоотехников в Кустанае — ветеринарным фельдшером.

### Великая Отечественная война
В сентябре 1941 года Григорий Кравцов был призван в ряды Красной армии и был направлен в Омскую авиационную школу, после окончания которой недолго летал.
В 1942 году вступил в ряды ВКП(б), закончил военно-политическую школу и стал политработником, служил в 163-м истребительном авиационном полку.
В июне 1943 года лейтенант Кравцов был направлен в отдел контрразведки «Смерш» Приволжского округа на должность оперуполномоченного.
В августе 1944 года Кравцов по собственной просьбе был направлен в действующую армию и назначен на должность оперуполномоченного отдела контрразведки «Смерш» 69-й армии по обслуживанию 374-й отдельной армейской штрафной роты.
С 8 по 9 ноября 1944 года, во время боёв на территории Польши, группа разведчиков лейтенанта Кравцова уничтожила восемь противников и двоих взяла в плен. Один из пленных оказался унтер-офицером и дал ценные сведения, касающиеся перегруппировки сил противника. За эту операцию 28 декабря 1944 года Кравцов был награждён орденом Отечественной войны II степени.
14 января 1945 года, в начале Варшавско-Познанской операции при наступлении с Пулавского плацдарма на левом берегу Вислы, в бою у населённого пункта Коханув (западнее города Пулавы, Польша) оперуполномоченный ОКР «Смерш» лейтенант Григорий Михайлович Кравцов заменил выбывшего из строя командира 374-й отдельной армейской штрафной роты, приданной 134-й стрелковой дивизии 61-го стрелкового корпуса 69-й армии 1-го Белорусского фронта. Во время боя умело руководил подразделением при прорыве обороны противника, был ранен в руку. Продолжив руководить наступлением роты, он был вторично ранен осколком снаряда; истекая кровью, продолжил вести роту вперёд. Бойцы роты, воодушевлённые примером Кравцова, несмотря на большие потери, храбро дрались и рота блестяще выполнила свою боевую задачу, а Кравцов, будучи дважды ранен, не вышел из боя и был убит прямым попаданием снаряда.
Указом Президиума Верховного Совета СССР от 6 апреля 1945 года за образцовое выполнение боевых заданий командования на фронте борьбы с немецко-фашистскими захватчиками и проявленные при этом мужество и героизм лейтенанту Григорию Михайловичу Кравцову посмертно присвоено звание Героя Советского Союза.

## Награды
- Герой Советского Союза, (06.04.1945, медаль «Золотая Звезда», посмертно)[5];
- Орден Ленина (06.04.1945, посмертно)[5];
- Орден Отечественной войны II степени (28.12.1944)

## Память
- В честь Григория Кравцова названы улицы в Костанае и в посёлке Фёдоровка. Село Старожиловка было переименовано в село Кравцово[2].
- В декабре 2018 года Почта Луганской Народной Республики выпустила посвященную Г.Кравцову марку, входящую в блок «100 лет органам военной контрразведки»[7].